# American Automobile Association

Das Logo des Clubs

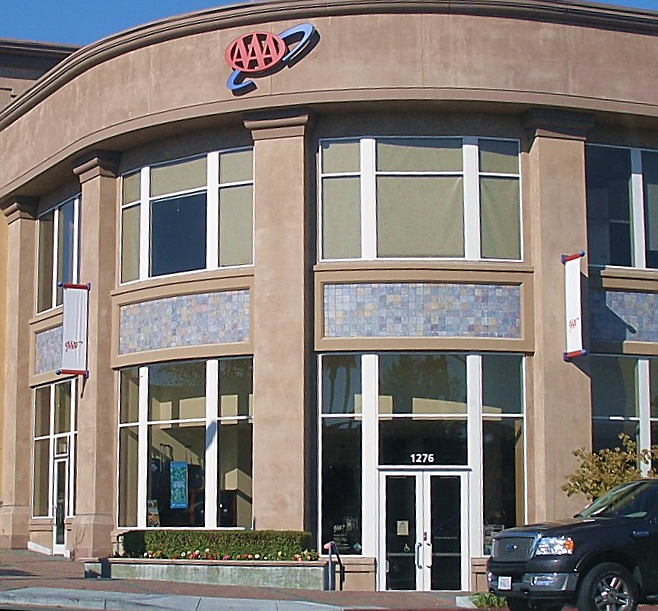
Typische AAA-Niederlassung

Die AAA (triple-A), mit ganzem Namen American Automobile Association, ist mit 60 Mio. Mitgliedern der größte Verkehrsclub der USA und somit das amerikanische Gegenstück zum deutschen ADAC, mit dem sie kooperiert.
Der Verein wurde am 4. März 1902 in Cleveland, Ohio gegründet. Hauptforderung war der Bau besserer Straßen. Die Mitglieder sind in lokalen und regionalen Gruppen organisiert, die wiederum die eigentliche AAA bilden. Die AAA veröffentlicht Straßenkarten seit 1905 und Hotelführer seit 1917. Pannenhilfe wurde ab 1915 angeboten.
Der Verein war bis 1955 auch als Motorsportverband tätig, der nationale Meisterschaften ausschrieb, dies wurde aber nach schweren Unfällen (in Indianapolis und Le Mans) eingestellt. Der United States Automobile Club übernahm die Motorsporttätigkeiten. 
Trotz seiner Lobbytätigkeit für das Automobil unterstützte die AAA das ehemalige 55-mph-Limit. Vom „Show Your Card & Save“-Programm der AAA sowie dessen Karten und Führern profitieren auch ausländische Touristen, sofern sie Mitglieder der Kooperationspartner The Automobile Association (Vereinigtes Königreich), Canadian Automobile Association oder des ADAC sind.
Heute ist der Club ein Unternehmen (Corporation) mit Sitz in Heathrow (Florida).